# Керр, Питер, 12-й маркиз Лотиан
Питер Фрэнсис Уолтер Керр, 12-й маркиз Лотиан (англ. Peter Francis Walter Kerr, 12th Marquess of Lothian; 8 сентября 1922 — 11 октября 2004) — британский пэр, политик и землевладелец.

## Биография и карьера
Родился 8 сентября 1922 года в Шердлоу, графство Дербишир, Англия. Сын капитана ВМФ Эндрю Уильяма Керра (1877—1929) и его жены Мэри Констанс Аннабел Керр (1889—1980), которые были четвероюродными братом и сестрой. Его отец, Эндрю Керр, и дед, лорд Уолтер Керр (1839—1927, сын 7-го маркиза Лотиана), были офицерами Королевского военно-морского флота. Получив образование в Амплфорт-колледже и Крайст-черче (Оксфордский университет), вступил в Шотландскую гвардию. В 1940 году унаследовал от своего бездетного двоюродного дяди Филиппа Керра титул маркиза Лотиана, а 30 апреля 1943 года женился на родственнице — Антонелле Ньюленд (1922—2007), дочери генерал-майора сэра Фостера Ньюленда. У лорда и леди Лотиан было шестеро детей: два сына и четыре дочери. Антонелла продолжила свою карьеру журналиста и основала организацию «Обед женщин года». Семья, в основном, базировалась в своих поместьях на Границе, в аббатстве Ньюбаттл и Монтевиоте. 11-й маркиз Лотиан оставил Бликлинг-холл в Норфолке Национальному фонду. Ещё один семейный дом — Мельбурн-холл в Дербишире — был открыт для платной публики в 1952 году.
Маркиз Лотиан принял участие в расследовании Вольфендена, посвящённом законам Великобритании о гомосексуализме и проституции с 1954 года. Он присоединился к делегации Великобритании на Генеральной Ассамблее Организации Объединенных Наций во время Суэцкого кризиса в 1956 году, а затем был направлен в качестве делегата в Совет Европы в 1959 году и в Западноевропейский союз. С 1960 года занимал пост парламентского личного секретаря министра иностранных дел Алека Дуглас-Хьюма (тогда — лорда Хьюма), а также был кнутом в палате лордов. Он занимал должность младшего министра в Министерстве здравоохранения в течение короткого периода пребывания лорда Хьюма на посту премьер-министра в 1964 году. Он вернулся в Министерство иностранных дел вместе с тем же лордом Хьюмом в 1970 году, проработав два года заместителем парламентского секретаря. Он был выдвинут в качестве члена Европейского парламента в 1973 году, когда Великобритания присоединилась к Европейскому экономическому сообществу.
Лорд Лотиан ушёл из политики в 1977 году, после чего он служил лордом-хранителем оловянных рудников в Корнуолле, хранителем Личного кошелька герцога Корнуолла и председателем Совета принца герцогства Корнуолл. Он стал кавалером Королевского Викторианского ордена в 1983 году. Он также был членом Королевской роты лучников, комендантом специальной полиции в Скоттиш-Бордерс и мальтийским рыцарем.
Он вернул францисканский монастырь Сан-Дамиано, недалеко от Ассизи, францисканским монахам в 1979 году, а в 1980-х годах передал контроль над Монтевиотом и Мельбурн-хаусом своему старшему и младшему сыновьям соответственно, чтобы заняться восстановлением первого замка Ферни в Роксбургшире.

## Семья
30 апреля 1943 года 12-й маркиз Лотиан женился на Лорис Антонелле Томазе Ньюланд (8 сентября 1922 — 6 января 2007), дочери генерал-майора сэра Фостера Рейса Ньюланда и Донны Неннеллы Салазар. У супругов было шесть детей:
- леди Мэри Марианна Энн Керр (род. 20 марта 1944), которая 6 апреля 1971 года вышла замуж за Чарльза Фрайхерра фон Вестенхольца (1945—2006). У них было трое сыновей и шестеро внуков.
- Майкл Эндрю Фостер Джуд Керр, 13-й маркиз Лотиан (7 июля 1945 — 1 октября 2024), который 7 июня 1975 года женился на леди Джейн Фицалан-Говард (род. 1945), позже 16-й леди Херрис из Терреглса. У них две дочери и двое внуков.
- леди Сесил Неннелла Тереза Керр (род. 22 апреля 1948), которая 1 июня 1974 года вышла замуж за Дональда Ангуса Камерона (род. 1946), 27-го главы клана Камеронов. У них четверо детей и пятеро внуков.
- леди Клэр Амабель Маргарет Керр[англ.] (род. 15 апреля 1951), которая 16 сентября 1972 года вышла замуж за Джеймса Фицроя, графа Юстона (1947—2009). У них пятеро детей и трое внуков.
- леди Элизабет Марион Фрэнсис Керр (род. 8 июня 1954) 31 октября 1981 года вышла замуж за Ричарда Скотта, 10-го герцога Баклю (род. 1954). У них четверо детей.
- лорд Ральф Уильям Фрэнсис Джозеф Керр (род. 7 ноября 1957), который 6 сентября 1980 года женился на леди Вирджинии Мэри Элизабет Фицрой (род. 1954), дочери 11-го герцога Графтона; они развелись в 1987 году. Он во второй раз женился на Мари-Клер Блэк в 1988 году. У него шестеро детей от второго брака.

Его старший сын, консервативный политик Майкл, унаследовал титул маркиза после его смерти.

## Титулатура
- 12-й маркиз Лотиан (с 12 декабря 1940)
- 13-й граф Лотиан (с 12 декабря 1940)
- 12-й граф Анкрам (с 12 декабря 1940)
- 14-й граф Анкрам (с 12 декабря 1940)
- 12-й виконт Бриен (с 12 декабря 1940)
- 7-й барон Керр из Кершо, Роксбургшир (с 12 декабря 1940)
- 13-й лорд Кер из Ньюбаттла (с 12 декабря 1940)
- 12-й лорд Керр из Ньюбаттла, Окснэма, Джедбурга, Долфинстоуна и Нисбета (с 12 декабря 1940)
- 14-й лорд Керр из Нисбета, Лангньютоуна и Долфинстоуна (с 12 декабря 1940)
- 15-й лорд Джедбург (с 12 декабря 1940)

## Комментарии
1. ↑  Их общим прапрадедом по мужской линии был Уильям Керр (1737—1815), 5-й маркиз Лотиан[4]: лорд Эндрю происходил от его старшего сына, а его жена — от четвёртого (самого младшего).
2. ↑  В некрологе Антонеллы, опубликованном в The Times[5], указано, что их матери были кузинами[уточнить] и что они впервые встретились детьми.
3. ↑  Мельбурн-холл был унаследован через его прапрабабку Эмили Каупер, сестру 2-го виконта Мельбурна и любовницу Пальмерстона, на которой тот впоследствии женился[6].